# Cesare Jonni

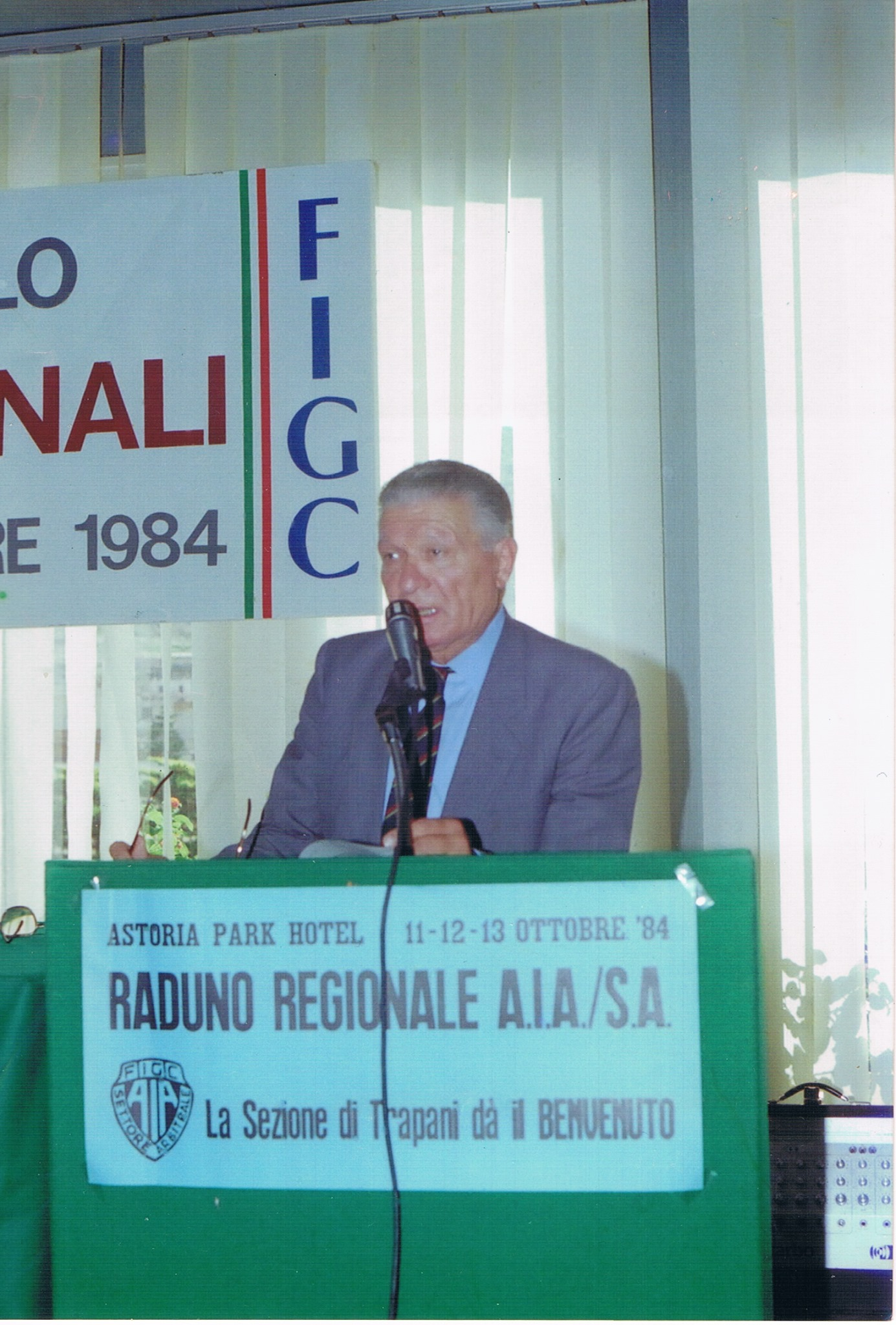
Cesare Jonni in una sua partecipazione da dirigente dell'AIA ad un raduno regionale Arbitri della Sicilia svoltosi a Trapani dall'11 al 13 ottobre 1984

Cesare Jonni (Macerata, 21 gennaio 1917 – Macerata, 11 luglio 2008) è stato un arbitro di calcio italiano.

## Biografia
È stato uno dei più grandi direttori di gara italiani, anche se la sua fama e la sua carriera vennero parzialmente offuscate dall'avvento della stella del suo più giovane collega Concetto Lo Bello. È tuttora colui che detiene il quarto posto nella classifica degli arbitri italiani con più presenze in Serie A, essendo a quota 261 (dietro a Concetto Lo Bello con 328 presenze, Daniele Orsato con 287 gare e Gianluca Rocchi con 263). Nel 1959 fu insignito del prestigioso Premio Giovanni Mauro.
Debuttò nella massima divisione il 30 dicembre 1951 in Torino-Lucchese 1-1, e come arbitro internazionale conquistò il palcoscenico più ambito a metà degli anni cinquanta. Nel 1960 gli venne affidata la semifinale della prima edizione degli europei di calcio in Francia (Cecoslovacchia-URSS), oltre che la finale per il terzo posto tra i cechi e la Francia. Nello stesso anno fu selezionato per dirigere alle Olimpiadi di Roma: gli toccarono le gare Bulgaria-Turchia 3-0 e Jugoslavia-Bulgaria, terminata in parità per 3 a 3. Fu scelto per il ruolo di rappresentante italiano ai mondiali di calcio in  Cile, dove arbitrò ad Arica il 6 giugno URSS-Uruguay 2-1.
A livello nazionale, nel 1959 gli fu dato un importante riconoscimento alla carriera, il Premio Giovanni Mauro, e fu protagonista anche della finale di Coppa Italia 1958-1959 Inter-Juventus. Come aneddoto, si ricorda che Jonni fu l'arbitro della partita Juventus-Milan del 16 novembre 1958 più volte trasmessa in immagini di repertorio, famosa per l'invasione di campo dei tifosi rimasti fuori dallo stadio perché troppo numerosi i quali circondarono il campo collocandosi ai bordi: ci volle tutta l'autorevolezza di Jonni per riuscire a concludere l'incontro mantenendo nervi saldi e resistendo alla pressione. La vittoria arrise agli ospiti rossoneri - diretti dal duo Bonizzoni-Viani - con un rocambolesco 5 a 4, con gol della vittoria opera di Ernesto Grillo al 90'.
Diresse la sua ultima gara di Serie A il 17 maggio 1964 a Torino: Juventus-Bologna 0-0.
È stato dirigente benemerito dell'AIA e della FIGC.